# Stanisław Wallis
Stanisław Wallis (ur. 9 października 1895 w Bytomiu jako Stanislaus Theodor Wallis, zm. 23 lutego 1957 w Świętochłowicach) – polski działacz państwowy.

## Życiorys
Urodził się w górniczo–mieszczańskiej rodzinie Łukasza (1864–1940) i Anastazji Kondek (zm. 1903). Uczęszczał do szkoły ludowej w Rozbarku. Trudne warunki materialne nie pozwoliły mu na kontynuowanie nauki w gimnazjum. W 1910 rozpoczął praktykę biurową w kancelarii adwokackiej w Bytomiu na stanowisku praktykanta biurowego, a od 1915 - na stanowisku urzędnika magistrackiego. Był współzałożycielem tajnego Koła Filomatów oraz działał w Towarzystwie św. Alojzego. W 1922, po akcji plebiscytowej przeprowadził się z niemieckiego Beuthen (obecnie Bytom) do polskich Świętochłowic. Tam pracował w starostwie jako kierownik Urzędu Ubezpieczeń. Z jego inicjatywy powstało Muzeum Powiatu Świętochłowickiego, którego był później organizatorem i kustoszem. Po II wojnie światowej zajął się organizacją życia kulturalnego w Chorzowie, a także Katowicach.

## Ordery i odznaczenia
- Krzyż Oficerski Orderu Odrodzenia Polski (pośmiertnie, 1957)
- Złoty Krzyż Zasługi (dwukrotnie: 18 stycznia 1946[2], 22 lipca 1953[3])
- Śląski Krzyż Powstańczy
- Medal 10-lecia Polski Ludowej (28 lutego 1955)[4]
- Srebrny Wawrzyn Akademicki (5 listopada 1935)[5]